# S2 (恆星)
S2，或稱為 S0—2 （S 代表「Source」）是一顆極為接近銀河系中心無線電波源人馬座A*的恆星，環繞的軌道週期是16.0518年，半長軸970天文單位，近拱點為17光時（18兆公尺或120天文單位）。S2的軌道週期只比木星繞太陽軌道長30%，但距離拱點不低於太陽和海王星距離的四倍。天文學家以欧洲南方天文台的觀測資料推測S2最初形成時的質量約為14 M☉。基於S2光譜觀測資料，該恆星的質量約為10至15倍太陽質量。
自1995年起，加利福尼亚大学洛杉矶分校和馬克斯·普朗克地外物理學研究所長期對S2這顆位置明顯變化的恆星進行觀測，並且這些觀測是收集銀河系中心超大質量黑洞存在證據的一部分行動。已知的證據都顯示人馬座A*是超大質量黑洞。2008年天文學家已觀測到S2環繞銀河系中心的完整軌道。
主要由馬克斯·普朗克地外物理學研究所的天文學家組成的團隊觀測S2環繞人馬座A*的軌道動力學以量測地球到銀河系中心的距離，結果是7940±420 秒差距，與先前使用其他方式測定的結果吻合。
S2於2018年5月接近人馬座A*時被精準追蹤，觀測結果與廣義相對論預測一致。

## 命名
S0-2這個名稱首次出現在1998年。S0被用來表示在天球上距離銀河系中心人馬座A*一角秒以內的恆星，而S0-2則是當時量測時距離人馬座A*第二近的恆星。這顆恆星稍後被簡略編號為S2，是銀河系中心附近11個紅外線源中第2個被編號的，並且編號順序是逆時針方向。巧合的是這兩個目錄中該恆星的編號都是第2個，而在其他星表中有不同的編號。

## 軌道
S2的高度偏心軌道讓天文學家可以進行多種廣義相對論效應測試，甚至是外次元效應。這些效應在2018年中期S2位於距離銀河系中心最近時到達最大。根據最近的人馬座A*黑洞質量估計值431萬 M☉，以及S2與其如此接近的程度；且S2因為極為接近它，使S2的軌道是目前已知運動最快的彈道軌道，最接近人馬座A*時的軌道速度超過了5000 km/s，相當於光速的1/60。加速度大約是 1.5 m/s2 或者地球表面重力的 1/6。
S2的運動也可用於檢測其他鄰近人馬座A*的天體。一般認為有數千顆恆星和大量黑暗的恆星殘骸（恆星黑洞、中子星、白矮星）散佈於S2軌道內的空間。這些天體將擾動S2的軌道，使其偏離代表單個點質量中心運動軌跡的克卜勒橢圓。到目前為止，位於S2軌道空間範圍內的重力對該恆星引力影響可知該區域天體總質量不到銀河系中心超大質量黑洞的百分之一。

### 2018年5月近拱點觀測
2018年7月，赖因哈德·根策尔等人的論文中報告，S2的軌道速度於同年5月位於距離人馬座A*約120天文單位（相當於人馬座A*的1400倍史瓦西半徑）的近拱點時達到了7650 km/s，相當於光速的2.55%。這讓該組天文學家斷言S2在接近相對論速度的紅移，尤其是廣義相對論的重力紅移被確認。

## S0–102
2012年，天文學家發現另一顆比S2更接近銀河系中心超大質量黑洞的恆星S0-102。S0-102的亮度只有S2的十六分之一，因此天文學家無法立即確認，而是累積多年觀測資料才將該恆星的光從該天區背景紅外光中分離。S0-102的軌道週期是比S2更短的11.5年。在圍繞銀河系中心黑洞的恆星中只有S2和S0-102在三維空間的軌道參數和軌跡是完全已知的。對天文學家來說，發現2顆極為靠近銀河系中心超大質量黑洞的恆星是相當有趣的，因為天文學家將可同時使用這兩顆恆星的觀測資料，得到比只使用S2資料更精確的黑洞周圍重力性質與廣義相對論量測結果。

## 圖集

S2通過距離銀河系中心黑洞最近點前後的想像圖，並且確認了重力紅移[19]。
S2和其他 5 顆恆星環繞銀河系中心超大質量黑洞候選者人馬座A*的推論軌道[20]
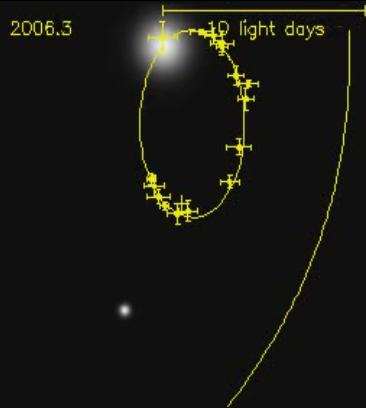
順時針環繞人馬座A*的S2 軌道

## 外部連結
- "Star Orbiting Massive Milky Way Centre Approaches to within 17 Light-Hours"（页面存档备份，存于）, ESO Press Release, October 16, 2002
- YouTube上的Stars Orbiting around the Black Hole at the Center of the Milky Way
- UCLA Galactic Center Group animations（页面存档备份，存于）